# Carlos Sala
Carlos Sala Molera (Barcelona, 20 de marzo de 1960) es un atleta español, especializado en 110 m vallas, actualmente retirado de la competición de élite. Durante la década de los ochenta fue, junto a Javier Moracho, quien revolucionó la especialidad de las vallas altas en el atletismo español.

## Biografía
Nació el 20 de marzo de 1960 en Barcelona. Comenzó en el atletismo por casualidad, al acompañar a un amigo a las pistas universitarias de atletismo de Barcelona. Allí, el entrenador Jordi Campmany observó como era capaz de correr los cien metros por debajo de los 13 segundos y lo convenció para incorporarlo a la lista de atletas que el entrenaba. Poco después, con 20 años, debutaba en unos Juegos Olímpicos. Se especializó en las pruebas de distancias cortas con vallas en las que ya había comenzado a destacar Javier Moracho, que se convirtió en el gran rival de este, convirtiéndose el Campeonato de España en un duelo entre los dos. Es el primer atleta español en participar en cinco Juegos Olímpicos (superado después por Jesús Ángel García Bragado). Participó en los Juegos Olímpicos de Moscú 1980, Juegos Olímpicos de los Ángeles 1984, Juegos Olímpicos de Seúl 1988 y Juegos Olímpicos de Barcelona 1992 y Juegos Olímpicos de Atlanta 1996, consiguiendo en Los Ángeles ser finalista y terminar séptimo. Tuvo también actuaciones destacadas en los Campeonatos de Europa al aire libre, donde consiguió una medalla de bronce en 1986, siendo finalista en el mundial de Roma 87. Su longeva carrera le permitió seguir activo hasta el año 2000. Es actualmente el tercer atleta con más internacionalidades, con un total de 67, solo detrás de Manuel Martínez y de José Luis Sánchez Paraíso.
Siete veces campeón de España en la prueba de 110 m vallas 1986, y desde 1988 a 1993, y diez veces campeón de España en 60 m vallas en 1983, desde 1988 hasta 1993, y también en 1995, 1996 y 1997.
En febrero del 2001, después de 22 años dedicado a la competición, anuncia su retirada del atletismo, falto de motivación y desilusionado por no haber podido clasificarse para los Juegos Olímpicos de Sídney.

## Palmarés Nacional
- Campeón de España de 110 m vallas al aire libre: 1986 (13.81s), 1988 (13.67s, con + de 2 m/s de viento), 1989 (13.69s), 1990 (13.78s), 1991 (13.91s), 1992 (13.66s), 1993 (13.91s, con + de 2 m/s viento)
- Campeón de España de 60 m vallas en pista cubierta: 1983 (7.81s), 1988 (7.68s), 1989 (7.81s), 1990 (7.75s), 1991 (7.80s), 1992 (7.87s), 1993 (7.82s), 1995 (7.82s), 1996 (7.77s), 1997 (7.76s).

## Palmarés Internacional
- Juegos del Mediterráneo 1983 en Casablanca medalla de plata en 110 m vallas con una marca de 13.55
- Campeonato Iberoamericano 1986 en La Habana medalla de oro en 110 m vallas con una marca de 13.89
- Campeonato de Europa al Aire libre 1986 en Stuttgart medalla de bronce en 110 m vallas con una marca de 13.50
- Campeonato Iberoamericano 1988 en México medalla de plata 110 m vallas con una marca de 13.9
- Europeo Pista Cubierta 1988 en Budapest medalla de bronce en 60 m vallas con una marca de 7.67
- Campeonato iberoamericano 1990 en Manaus medalla de oro en 110 m vallas con una marca de 13.97
- Primera División Copa de Europa 1991 en Barcelona Victoria en 110 m vallas con una marca de 13.86
- Juegos del Mediterráneo 1991 en Atenas medalla de plata en 110 m vallas con una marca de 13.64
- Campeonato Iberoamericano 1992 en Sevilla medalla de bronce en 110 m vallas con una marca de 13.76
- Finalista en los Juegos Olímpicos de Los Ángeles 84, séptimo clasificado con una marca de 13.80

## Honores y galardones
- Mejor atleta español del año 1986.
- Medalla de Bronce de la Real Orden del Mérito Deportivo 1993.
- Orden Olímpica, Comité Olímpico Español 2001.